# МИРВ
МИРВ (енгл. Multiple independently targetable reentry vehicle MIRV), је војна техника која се састоји у опремању пројектила са неколико бојевих глава (нуклеарних или конвенционалних) од којих свака прати независну путању приликом уласка у атмосферу. Одвојена бојева глава са појединачним јединицама за циљање, за балистичке ракете типа МИРВ. За разлику од моноблок бојеве главе, МИРВ носи неколико бојевих глава, чиме је могуће погодити неколико циљева одједном при лансирању само једне ракете. Такве бојеве главе могу бити опремљене и ИЦБМ и СЛБМ -овима.

## Историја
Инсталација неколико нуклеарних бојевих глава први пут је тестирана 1968. године на америчкој интерконтиненталној балистичкој ракети Минутеман III. Овај развој у Сједињеним Државама потиче од напретка у минијатуризацији нуклеарних бојевих глава и од развоја техника које омогућавају једном лансеру да испусти неколико сателита у различите орбите захваљујући ракетном степену типа Абле-стар или Транстаге. Ракета Минутеман III има три бојеве главе снаге 170 килотона ТНТ еквивалента, што замењује једну нуклеарну бојеву главу од 1,2 мегатона инсталирану до тада 1. Између 1970. и 1975. године. Сједињене Државе су модификовале 550 пројектила ове категорије 2. Увођење ових МИРВ пројектила има за циљ да се супротстави противракетном одбрамбеном систему који се гради око Москве. Умножавање глава чини сваки покушај одбране узалудан. Совјети су узвратили развојем верзије своје балистичке ракете дугог домета Р-36 са три нуклеарне бојеве главе почевши од 1975. Увођење МИРВ пројектила потпуно је променило однос снага; више није могуће дизајнирати одбрану способну да уништи нападне пројектиле. Узајамно осигурано уништење појавило се као нова доктрина и довело до потписивања 1972. године. АБМ споразума, што озбиљно ограничава развој противракетних система. Поред две нуклеарне силе тог времена, биле су Француска, Кина и Уједињено Краљевство, (америчке ракете) крајем 2019. године имају оперативне ракете са више бојевих глава.

## Уређај и принцип рада
Принцип рада МИРВ је практично исти као и моноблок бојеве главе. Бојева глава се лансира у орбиту балистичком ракетом, затим се од ње одваја аутономна јединица за раздвојивање (АБР) на коју се постављају бојеве главе. АДБ, опремљен сопственим мотором, улази у израчунату путању првог блока, „пуца“ га, затим маневрира и улази у путању другог блока, убрзава и одваја други блок. Затим се поступак понавља. Након завршетка поступка узгоја, АДБ дербитира и сагорева у атмосфери.
Бојеве главе настављају аутономни лет дуж балистичке путање коју им је одредила аутономна јединица за раздвајање или активно маневришу. Пасивни део путање заузима највећи део времена целог лета, почев од тренутка лансирања, са интерконтиненталним дометом до 25 минута. По уласку у атмосферу, ракетни мотор мале снаге постављен на бојеве главе их окреће око осе кретања како би стабилизовао курс када лете у атмосфери. Бојеве главе улазе у атмосферу брзином од 5 - 7 км / с (18 000 - 25 000 км / х), остављајући за собом сјајну перјаницу. Поред бојевих глава, МИРВ могу да садрже и средства за превазилажење противракетне одбране – на пример, лажне бојеве главе

### Расипање бојевих глава
Први покушај да се створи возило са вишеструким поновним уласком биле су бојеве главе типа дисперзије, без индивидуалног навођења бојевих глава. Ово је било најједноставније решење: након уласка на путању лета до циља, бојеве главе су се једноставно раздвојиле да би се обезбедио пад на одређеној удаљености једна од друге.

## Дестабилизујући фактор МИРВ
Многи стручњаци су перципирали балистичке ракете МИРВ као потенцијалну претњу стабилности света и фактор који повећава ризик од ескалације међународних сукоба. Проблем је био у томе што су ИЦБМ опремљене са МИРВ значајно повећале могући удар без повећања броја пројектила као таквих; с обзиром на то, нуклеарни арсенал је постао знатно концентрисанији (уместо пуштања у рад великог броја једноблок ракета, појавила се јефтинија могућност пуштања у рад малог броја ракета са МИРВ) и осетљивији на превентивни удар непријатеља.
Ову ситуацију су описали два модела:
- Ако обе стране имају по 100 моноблок пројектила, онда агресор, да би погодио нуклеарни арсенал противника (и неутралисао његов узвратни удар), мора да усмери сваку своју ИЦБМ на сваку од противничких ракета. Истовремено, само један нуклеарни удар може бити нанет на сваку противничку ИЦБМ, што не гарантује уништење свих нападнутих ИЦБМ. Агресоров ракетни арсенал ће бити потпуно исцрпљен овим једним нападом.
- Ако обе стране имају по 100 ракета са више возила (по 10 на сваком), онда агресор, да би погодио нуклеарни арсенал противника (и неутралисао његов узвратни удар), може послати само половину својих пројектила - 50 јединица, са 10 бојевих глава. сваки - против нуклеарног арсенала непријатеља. Због употребе МИРВ-а, агресор може да нападне 100 непријатељских пројектила са само 50 пројектила, а на сваку ракету противника биће испоручено 5 нуклеарних удара, што значајно повећава шансе за потпуно уништење противничког нуклеарног арсенала. Истовремено, агресор држи половину свог ракетног арсенала у резерви.

Дакле, масовно распоређивање ракета са МИРВ-овима гура сукобљене стране на агресивне акције, чинећи профитабилним да свака од страна прва удари и ствара могућност за делимичну или потпуну неутрализацију нуклеарног арсенала друге стране превентивним ударом. С обзиром на ово, МИРВ су дестабилизујући фактор.
Током припреме споразума САЛТ-II договорена је званична дефиниција индивидуално навођених бојевих глава:
Бојеве главе се могу појединачно гађати:
а) ако се, након одвајања од ракете-носача, бојеве главе маневришу и наводе до различитих нишанских тачака дуж путања које су независне једна од друге помоћу структура које су инсталиране на аутономној јединици за раздвојивање или на бојевим главама и које су засноване на употреби електронских рачунара или друге машине за рачунање, у комбинацији са уређајима који користе млазне авионе, укључујући ракете, моторе или аеродинамичке системе;
б) ако ће се маневар и навођење бојевих глава до различитих нишанских тачака дуж независних путања једна од друге обезбедити уз помоћ других дизајна који могу бити креирани у будућности.

— Трећа усаглашена изјава у вези са споразумом САЛТ-II, 1979.
Сједињене Државе и Русија потписале су споразум СТАРТ II, 1993. године, чији је циљ био забрана МИРВ-а и опремање ИЦБМ само моноблок бојевим главама. Међутим, иако су уговор потписале обе стране, владе обе стране су одбиле да га ратификују. 2002. године, након што су се САД повукле из АБМ споразума, Русија се повукла из споразума СТАРТ II. Уговор СТАРТ III, потписан 2010. године, није садржао клаузуле које забрањују МИРВ. Међутим, Сједињене Државе су једнострано демонтирале тешке МКС ИЦБМ опремљене са више бојевих глава. Бојеве главе из МКС пројектила поново инсталиране на пројектиле Минутман III у оквиру програма Сејфти Енханцед Рентри Вијакл (СЕРВ), пројектили Минутман III су такође на дужности у верзијама са МИРВ.